# Николаевка (Кировская область)
Николаевка — деревня в Немском районе Кировской области. Входит в состав Немского городского поселения.

## История
В 1964 г. Указом Президиума ВС РСФСР деревня Обжоры переименована в Николаевка.

## Население
| 2010 |
| ---- |
| 12   |